# Dalbergia setifera
Dalbergia setifera là một cây bụi mọc chậm thuộc họ Fabaceae. Loài này chỉ có ở Ghana.
Chúng hiện đang bị đe dọa vì mất môi trường sống.